# Otok Devon
Devon je otok smješten u kanadskoj arktičkoj otočnoj skupini Otoci kraljice Elizabete i nakon otoka Ellesmerea njezin drugi najveći otok, a površina od 55.247 km² čini ga 6. najvećim otokom u Kanadi i 27. najvećim otokom na svijetu, ali unatoč njoj uopće nema stalnog ljudskog stanovništva te je prema tome značajan i kao najveći nenaseljeni otok na svijetu. Po teritorijalnoj podjeli Kanade otok Devon pripada saveznom teritoriju Nunavut, a po njegovoj regionalnoj podjeli dio je regije Qikiqtaaluk, poznate i kao Baffinova regija.
Otok je otkrio britanski istraživač William Baffin 1616. godine, a William Edward Parry mu je izvorno nadjenuo ime Sjeverni Devon, prema engleskoj grofoviji Devon.
Otok je uglavnom sačinjen od stijena i kamenja poput prekambrijskog gnajsa te paleozoičkog siltita i škriljevca, a zemljopisnim položajem je smješten između Baffinovog otoka i otoka Ellesmerea. Od Baffinovog otoka na jugu ga odvaja Lancasterov zaljev, a od Ellesmerea na sjeveru Jonesov prolaz i prolaz Cardigan. Istočno od Devona nalazi se Baffinov zaljev dok su zapadno smješteni prolazi Penny, Queens i Wellington te otoci Bathurst, Cornwallis i još nekoliko otočića. Krajnji sjeverozapadni dio otoka čini poluotok Grinnell.
Zbog svojeg brdovitog krajolika i položaja na krajnjem sjeveru Devon je praktički lišen života, a njegove karakteristike dozvoljavaju život samo oskudnoj populaciji mošusnih goveda te malih ptica i sisavaca. Na otoku preživljavaju i zajednice fotosintetičkih organizama koji žive ispod kamenja. Temperature tijekom kratke sezone rasta, koja traje 40 do 55 dana, rijetko prelaze 10 °C dok se tijekom zime spuste i do -50 °C. Otok također ima vrlo malo padalina i karakterizira ga polarni pustinjski okoliš.
Devon je značajan i kao mjesto na kojem se nalazi krater Haughton za kojeg se vjeruje da je nastao prije otprilike 23 milijuna godina nakon što je u tada šumovito područje udario meteorit promjera oko 2 kilometra. Udar je u zapadnom području otoka ostavio krater promjera dvadesetak kilometara.
Na Devonovoj južnoj obali nekoć je postojalo naselje nazvano Dundas Harbour, koje je vlada u kolovozu 1924. kao predstražu osnovala s namjerom da svojom prisutnošću spriječi strance uključene u kitolov i ostale aktivnosti, a 1933. predstraža je dana u zakup tvrtci Hudson's Bay Company. Pad cijena krzna i potreba da se smanje troškovi pomoći rezultirali su 1934. dovođenjem 53 inuitske obitelji s Baffinovog otoka na Devon, ali to se ubrzo pokazalo promašajem i Inuiti su zbog mnogo hladnije klime već 1936. odlučili napustiti otok. Dundas Harbour je ponovno naseljen u kasnim četrdesetim godinama 20. stoljeća kako bi se održale ophodnje, ali je napušten već 1951. zbog teškoća koje je uzrokovao led. Ruševine nekoliko građevina danas se još uvijek nalaze na mjestu gdje je nekoć bio Dundas Harbour.
U ljeto 2000. na otoku je u blizini kratera Haughton izgrađena istraživačka postaja nazvana Flashline Mars Arctic Research Station, a godinu dana kasnije šest odvojenih ekipa od po pet do sedam članova zauzelo je postaju i počelo s radom. Ova postaja zamišljena je kao simulator života i rada na Marsu i sav rad u vanjštini izvodio se u svemirskim odijelima, a otok Devon izabran je zbog sličnosti njegovog krajolika s Marsovim. U lipnju 2004. u postaji se privremeno naselilo pet znanstvenika i dva novinara, a još jedan dodatni istraživački program nazvan Haughton Mars Project bavi se geološkim, hidrološkim, botaničkim i mikrobiološkim proučavanjima Devonovog surovog okoliša.